# André Krischer
André Johannes Krischer (* 14. Juni 1974 in Brilon) ist ein deutscher Historiker mit dem Schwerpunkt Frühe Neuzeit.

## Leben
Krischer legte 1994 am Städtischen Gymnasium Sundern das Abitur ab. Nach dem Studium (1995–2001) der Geschichte, Philosophie und Anglistik an den Universitäten Köln, Bonn und Münster (1. Staatsexamen) und der Promotion 2005 in Mittlerer und Neuerer Geschichte bei Barbara Stollberg-Rilinger und Gerd Schwerhoff war er von 2009 bis 2016 Juniorprofessor (W1) für die Geschichte Großbritanniens und des Commonwealth an der Universität Münster. Nach der Habilitation 2015 war er ab 2016 Akademischer Rat a. Z. am Historischen Seminar der WWU und Leiter der Arbeitsstelle Geschichte Großbritanniens. Seit Mai 2022 ist er Professor für die Geschichte der Frühen Neuzeit an der Universität Freiburg.
Seine Forschungsschwerpunkte sind Stadtgeschichte der Frühen Neuzeit, frühneuzeitliche Außenbeziehungen im europäischen und außereuropäischen Rahmen, Religionsgeschichte der Frühen Neuzeit, Rechtskultur und Rechtspraxis in der Frühen Neuzeit, Kriminalitätsgeschichte und Geschichte politischer Delinquenz (insbesondere Verrat und Verschwörungen), vormoderne politische und rechtliche Entscheidungsverfahren, Kommunikation in der Vormoderne und Adelsgeschichte.

## Schriften (Auswahl)
- mit Marcel Bubert (Hrsg.): Zwischen Gottesstrafe und Verschwörungstheorien. Deutungskonkurrenzen bei Epidemien von der Antike bis zur Gegenwart, Campus, Frankfurt am Main 2023, ISBN 978-359351424-6.
- mit Barbara Stollberg-Rilinger (Hrsg.): Tyrannen. Eine Geschichte von Caligula bis Putin, C.H. Beck, München 2022, ISBN 978-3-406-79080-5.
- mit Tilman Haug (Hrsg.): Höllische Ingenieure. Kriminalitätsgeschichte der Attentate und Verschwörungen zwischen Spätmittelalter und Moderne, UVK, Konstanz 2021, ISBN 978-3-7398-2770-4
- (Hrsg.): Verräter. Geschichte eines Deutungsmusters. Böhlau, Köln 2019, ISBN 978-3-412-22186-7.
- Die Macht des Verfahrens. Englische Hochverratsprozesse 1554–1848, Aschendorff, Münster 2017.
- Reichsstädte in der Fürstengesellschaft. Politischer Zeichengebrauch in der frühen Neuzeit. WBG, Darmstadt 2006.